# Монумент Демократии (Бангкок)

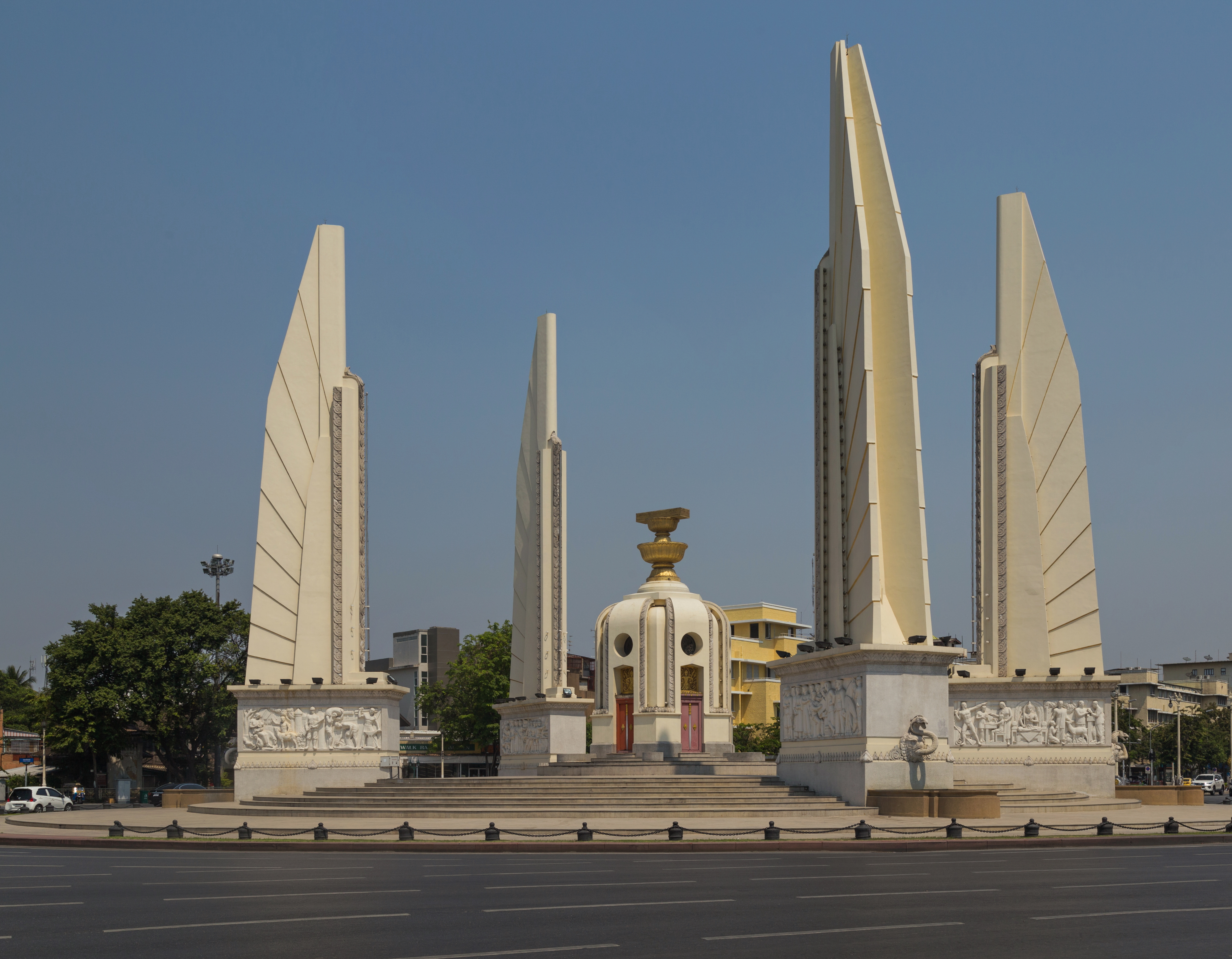
Монумент Демократии, Бангкок

Монумент Демократии (тайск. อนุสาวรีย์ประชาธิปไตย, Анусавари Прачатипатай) — памятник в центре Бангкока, столице Таиланда, нулевой километр автомобильных дорог Таиланда. Создаёт кольцевую транспортную развязку на широком проспекте Ратчадамноен с востока на запад, на пересечении Динсо-роуд.

## История
Памятник был построен в 1939 году, дабы ознаменовать революцию в Сиаме 1932 года, в ходе которой в Королевстве Сиам была учреждена конституционная монархия.
Памятник ориентирован на западный Бангкок.
В 1992 году у монумента захватившая власть хунта устроила расстрел протестующих. В 2013 году монумент снова стал центром беспорядков.

## Проект
Памятник был разработан Мейвом Апхайвонгом, архитектором, брат которого Нуанг Апхайвонг был ведущим членом режима Пхубина. Итальянский скульптор Коррадо Ферочи, который был тайским гражданином и использовал тайское имя Силпа Бхираси, выполнял вспомогательные работы над скульптурами вокруг основы памятника.